# Янбеков, Асгат Кутлуевич
Асгат Кутлуевич Янбеков (баш. Әсғәт Ҡотлоғужа улы Йәнбәков; 1 января 1953, д. Ишмурзино, Баймакский район, Башкирская АССР — 3 августа 2012, Сибай, Республика Башкортостан) — башкирский актёр, народный артист Башкирской АССР (1991).

## Биография
Янбеков Асгат Кутлуевич родился 1 января 1953 года в деревне Ишмурзино Баймакского района Башкирской АССР.
В 1974 году окончил Уфимский государственный институт искусств (курс Р. М. Аюпова) и был принят в труппу Сибайского башкирского театра драмы имени Арслана Мубарякова.
После открытия Стерлитамакского башкирского театра по приглашению художественного руководителя Гульдар Музафаровны Ильясовой вместе с женой переехали в город Стерлитамак. С 1996 по 2008 годы служил в Стерлитамакском башкирском драматическом театре.
Асгат Янбеков был актёром лирико-драматического плана, обладавшим сценическим обаянием, органичностью исполнения, выразительной пластикой, чувством юмора и прекрасными вокальными данными.
Среди его запомнившихся ролей:
- на сцене Сибайского театра драмы его знаковыми ролями стали: Рифай («Аҫыл ҡоштар» — «Милые птахи» М. Гали), Гафур («Туй күлдәге» — «Подвенечное платье» Г. Г. Ахметшина), Арслан («Әсәйемдең сал сәстәре» — «Седые волосы моей матери» А. М. Мирзагитова), Рами («Төн, йәки Һәҙиә менән Рәми» — «Ночь, или Хадия и Рами» Н. Гаитбая);
- в Стерлитамакском театре драмы он исполнил роли: Сагидулла («Яҙҙар моңо» — «Мелодии вёсен» А. Гаффара), Сынтимер («Айғырыңды үтескә бир» — «Одолжи мне жеребца» Р. М. Кинзябаева), Фарит («Күктән төшкән бәхет» — «Счастье, упавшее с неба» Н. Асанбаева).

Блистательно воплощал и комедийные образы: Гильметдин-мулла («Һижрәт» — «Переселение» Н. Исанбета), Галим («Диләфрүзгә дүрт кейәү» — «Четыре жениха Диляфруз» Т. Г. Миннуллина), Малыбай («Шәүрәкәй» — «Шаура» М. А. Бурангулова).
Асгат Кутлуевич Янбеков посвятил сцене более трёх десятилетий, став одним из ведущих актёров башкирского театра. Его талант, искренность и преданность сцене оставили глубокий след в сердцах зрителей и коллег.
Скончался 3 августа 2012 года, похоронен в городе Сибай.

## Семья
Жена — Рамзия Хуббутдиновна Кудашева (1952—2006) — заслуженная артистка Республики Башкортостан.
Вместе воспитали троих детей — две дочки и одного сына.
Сын — Арслан Асгатович Янбеков (1980—2011) — российский актёр, певец, режиссёр, телеведущий.

## Награды и звания
Народный артист Башкирской АССР (1991).
Заслуженный артист Башкирской АССР (1981).
Член Союза театральных деятелей с 1979 года.